# Biscutella glacialis
Biscutella glacialis är en korsblommig växtart som först beskrevs av Pierre Edmond Boissier och Georges François Reuter, och fick sitt nu gällande namn av Claude Thomas Alexis Jordan. Biscutella glacialis ingår i släktet Biscutella och familjen korsblommiga växter. Inga underarter finns listade i Catalogue of Life.